# Micromegas
Micromegas (Micromégas, en francés) es un cuento filosófico de Voltaire que apareció en 1752. Ha sido considerado retrospectivamente como una de las primeras obras de ciencia ficción.[cita requerida]
El cuento describe la visita a la Tierra de un ser originario de un planeta de la estrella Sirio llamado Micromegas, y de su compañero del planeta Saturno.
Curiosamente, Voltaire mencionó en esta obra a las dos lunas de Marte (Fobos y Deimos), que no fueron descubiertas oficialmente hasta 1877 por el astrónomo Asaph Hall, quien pudo verlas desde el Observatorio Naval de los Estados Unidos, cerca de Washington D. C.. Debido a esta coincidencia (serendipia), uno de los mayores cráteres en Deimos (de unos 3 kilómetros de diámetro) fue bautizado como «Voltaire».
Subraya la noción filosófica de relatividad, y en él hay una crítica hacia la religión.